# Productos forestales no maderables
Los Productos Forestales No Madereros, PFNMs (NTFPs o NWFPs, por sus siglas en inglés, Non-Timber Forest Products o Non-Wood Forest Products), son bienes de origen biológico (animal o vegetal) diferentes de la madera, que se obtienen de los bosques, áreas forestales y árboles aislados de los bosques. Los mismos son generalmente recolectados de forma manual de fuentes silvestres. Sin embargo también pueden producirse en plantaciones forestales y/o sistemas de explotación; teniendo como finalidad el uso alimentario, energético, cultural, medicinal, o cosmético para la población humana.
En cuanto a la terminología, múltiples autores, investigadores, organizaciones privadas y gubernamentales y conservacionistas usan diversos términos - muchas veces en forma intercambiable - para referirse a los productos forestales no maderables, tales como:
- productos forestales no madereros
- productos forestales primarios
- bienes y servicios no maderables
- otros productos forestales
- productos forestales secundarios
- productos forestales especiales

## Definición

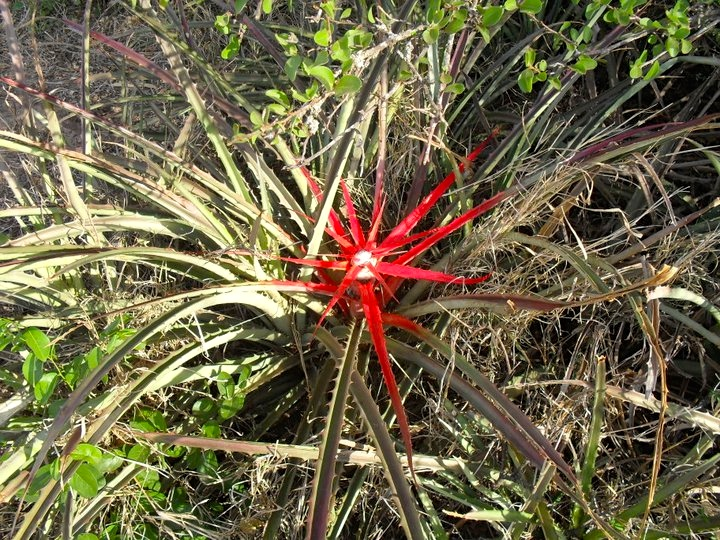
Flor de Chaguar (Bromelia Hieronymi), El Gran Chaco, Argentina.

Actualmente no existe ninguna definición que haya sido aceptada universalmente a pesar de los diversos intentos por desarrollar una enunciación que permita discernir qué productos deben ser incluidos dentro de la categoría PFNMs. El rol de los PFNMs y su importancia ha ido en aumento en las últimas décadas dando lugar a numerosas definiciones sobre lo que debería o no considerarse un producto forestal no maderable. Incluso, algunos autores expresan que es más difícil establecer que es lo que no se considera un PFNM en lugar de lo que si es un PFNM.
La controversia sobre la definición es diversa. Algunas definiciones consideran como productos forestales no maderables solo a los de origen biológico vegetal (semillas, raíces, frutas, etc) y animal (huevos, cueros, fauna, etc) excluyendo a los materiales abióticos (petróleo, minerales, rocas, arena, etc) dado que no son renovables. Otras definiciones restringen su clasificación a aquellos productos extraídos silvestremente, dejando de lado a aquellos productos obtenidos en plantaciones. Finalmente, algunos autores incluyen en la definición, además de los productos, a los servicios provistos por el bosque mientras que otras definiciones excluyen a los servicios y beneficios provistos por el bosque.
A continuación se presentan a modo enunciativo y no excluyente, algunas de las definiciones de Productos Forestales No Maderables:

Los Productos Forestales No Maderables (PFNM) abarca a todos los materiales biológicos distintos de la madera, 
 que son extraídos de los bosques para uso humano.
De Beer & McDermott 1989

Productos Forestales No Maderables incluyen a todos los bienes de origen biológico, como también a los servicios, 
 derivados del bosque o cualquier tierra bajo uso similar, y excluyen a la madera en todas sus formas
Chandresekharan 1995

Todos los productos tangibles de origen animal y vegetal diferente de la madera, que pueden ser recolectados de 
 los bosques para subsistencia e intercambio.
Ros-Tonen et. al. 1995

Los productos forestales no madereros consisten en bienes de origen biológico distintos de la madera, procedentes 
 de los bosques, de otros terrenos arbolados y de árboles situados fuera de los bosques.
Unasylva 1999

…todos los productos derivados de los recursos biológicos y encontrados en terrenos forestales, pero sin incluir la 
 madera, la leña, o plantas medicinales cosechadas como plantas enteras.
Wong 2000

La categoría incluye, literalmente, todos los productos que derivan de los bosques con la excepción de madera.
Belcher et al. 2005

FAO, el año 1995 dio el primer paso para consensuar una definición uniforme de PFNM convocando a la primera Consulta Internacional de Expertos sobre Productos Forestales no Madereros, logrando reunir a 120 expertos de 26 países, concordando la siguiente definición:

PFNM son bienes de origen biológico distintos de la madera, así como los servicios, derivados de los bosques y de usos análogos de la tierra.

Con posterioridad el año 1999,  a partir del aprendizaje e implementación de esta definición, sumado al creciente estudio y valoración de los servicios ecosistémicos de los bosques, se excluyó esta dimensión de la definición de PFNM, centrándose exclusivamente en los bienes tangibles distintos de la madera. En consecuencia la definición fue modificada por FAO, considerando esta evolución, contextualizada además en la definición de Bosques, quedando estructurada de la siguiente forma:

PFNM son los bienes de origen biológico distintos de la madera derivados de los bosques, de otras tierras boscosas y de los árboles fuera de los bosques.

Esta definición, es considerada como oficial para los países que reportan al Programa de Evaluación de los Recursos Forestales Mundiales (FRA) ejecutado por FAO cada 5 años, cuyo objetivo es evaluar regularmente el estado de los bosques del mundo, así como su ordenación y sus usos. El último estudio “Evaluación de los recursos forestales mundiales 2010” un total de 92 países informaron actividad productiva en torno a los PFNM, representando un 79% del total de bosques del mundo.

## Usos

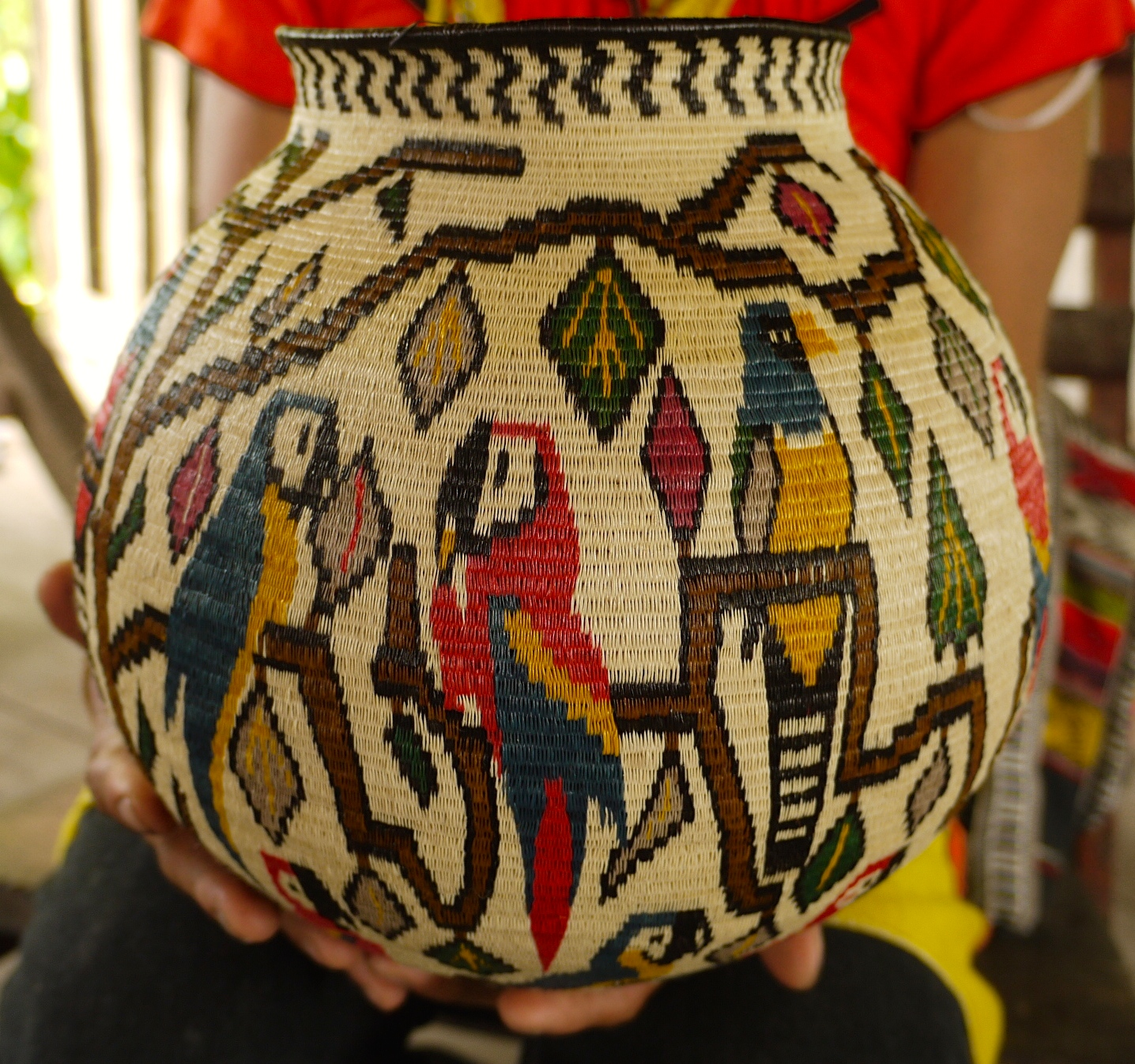
Canasta realizada con fibras de palma de Chunga, Panamá.

Dada la gran variedad de PFNMs, los usos de los mismos resultan igualmente variados. En general, los PFNMs pueden ser divididos en dos grandes categorías:
- aquellos de subsistencia. Dentro de los usos para subsistencia, los PFNMs pueden ser usados con fines alimenticios, medicinales, y de refugio.
- aquellos de uso comercial. Dentro de los usos con fines comerciales, se pueden encontrar los PFNMs para ornamentación, cosmetología, artesanías, fibras y tejidos artesanales.[11]

## Importancia
El interés de los gobiernos, organizaciones no gubernamentales, e investigadores por promover la explotación de los PFNMs ha ido en aumento y se basa en la premisa de que esta actividad simultáneamente permite generar beneficios ecológicos, económicos, y sociales.
Dado el continuo incremento de las tasas de deforestación a nivel mundial, la importancia ecológica radia en el potencial de las actividades extractivas para promover la conservación de los bosques. Ello es posible dada la característica de las actividades extractivas para recolectar los recursos forestales sin dañar los bosques. De la misma forma, una comercialización rentable de los PFNMs contribuiría a la conservación de los bosques porque estimula a las comunidades a conservar la fuente productora del recurso.
Desde el punto de vista económico, las actividades extractivas han permitido satisfacer las necesidades de subsistencia e ingreso de dinero. Tradicionalmente, los productos forestales les han permitido a las comunidades cubrir sus necesidades básicas - tales como alimentación y vestimenta – ya sea por su uso directo o por medio del intercambio - trueque.
La comercialización de los PFNMs funciona como una fuente primaria de dinero en efectivo.  Incluso, en algunos casos, el ingreso percibido por la comercialización de los productos obtenidos a través de las actividades extractivas supera ampliamente el ingreso que se podría obtener por medio de otras actividades como agricultura o explotación maderera. Se cree que una comercialización rentable de los PFNMs tiene el potencial de reducir la pobreza, especialmente para aquellas comunidades que viven dentro del bosque. Esta creencia se basa en las siguientes conjeturas: los PFNMs son accesibles para los pobres a un bajo costo, los pobres dependen altamente de los productos forestales, y los PFNMs es, en muchos casos, la única fuente para generar dinero en efectivo. La explotación de PFNMs es vista como una oportunidad genuina de desarrollo de las comunidades que dependen de los bosques. Un ejemplo de esto es el desarrollo de la explotación de Goma Brea para mantener, desarrollar e incrementar el desarrollo integral de las comunidades originarias de la región del Noroeste (NEA) y Noroeste (NOA) argentino. Para ello, se promovió su incorporación en el Código Alimentario Argentino y el acceso a un mercado local como substituto de la goma arábiga que es extraída de la Acacia Senegal y es importada desde África.
Desde el punto de vista social, la comercialización de los productos forestales no maderables le ha permitido a las mujeres empoderar su rol en la generación de ingreso para el hogar tras participar en las diversas actividades de la cadena de valor, tales como: recolección, procesamiento, y comercialización. Un ejemplo es el caso de las mujeres que trabajan en las plantas procesadoras de la castaña (o nuez de Brasil) en Riberalta, Bolivia.
A pesar del importante rol que la explotación de los PFNMs juega en términos ecológicos y socioeconómicos, algunos autores se cuestionan la capacidad de los PFNMs para cumplir los objetivos de conservación y desarrollo. Algunos autores predicen que la sobre-extracción de los recursos forestales no maderables puede reducir y hasta extinguir algunas especies. Dicha sobreexplotación puede surgir en respuesta a la hipótesis que sugiere que si se les brinda un valor comercial a los productos forestales, se incentiva a las comunidades a conservar los bosques. En otras palabras, mientras mayor valor comercial tenga un producto forestal no maderable, mayor es el riesgo de su sobreexplotación.
En lo que respecta a la capacidad de los PFNMs para cumplir con los objetivos de desarrollo, se ha mencionado que depende más del momento que de la magnitud. En efecto, factores como la estacionalidad de los recursos que determinan su disponibilidad, épocas de mayores necesidades económicas, o épocas de mayores demandas de los PFNMs fijan diferentes objetivos. Incluso algunos autores opinan que solo en algunas situaciones la extracción es capaz de proporcionar un medio de vida.
Los PFNMs son importante para los siguientes actores:
- las comunidades extractivistas: este grupo incluye a comunidades indígenas y rurales que tradicionalmente usan los productos forestales para su consumo o trueque.
- las comunidades urbanas: generalmente participan en las etapas de procesamiento de los PFNMs y dependen de ellas como fuente de ingreso.
- los consumidores: son quienes participan de la compra de los PFNMs.
- los comerciantes (intermediarios): son aquellas que participan de la cadena de abastecimiento permitiendo el traslado de la materia prima hasta que la misma se encuentra en las góndolas a disposición de los consumidores. Se conocen generalmente como agentes intermediarios.
- entidades: en este grupo se encuentran los organismos gubernamentales, organizaciones privadas, cooperativas, fundaciones, y asociaciones.

## Certificación
La certificación de los productos forestales es un sistema de evaluación que verifica (certifica) el cumplimiento de un set de pautas o normas preestablecidas sobre el origen y la calidad de un producto, como así también, sobre los procesos productivos.
Este sistema se basa en dos premisas. La primera de ellas, es que los consumidores se preocupan por los aspectos sociales, ambientales, y éticos de los productos manufacturados y por lo tanto, prefieren comprar los productos que vayan en concordancia con estos aspectos. La segunda premisa, es que los consumidores están disponibles a pagar un precio mayor por estos productos especiales.
Como parte de la estrategia de incrementar el valor de los productos forestales no maderables, la certificación surgió como una herramienta de mercado relativamente nueva. El primer set de pautas se estableció para la actividad maderera y fue luego adoptada por los PFNMs. Existen numerosos estándares, códigos de practica, y guías de certificación para los PFNMs. A modo de ejemplo, los tipos de certificación más populares de los PFNMs son:
1. Certificación Orgánica: asegura la ausencia de productos químicos, tales como fertilizantes y pesticidas, y al mismo tiempo procura la fertilidad de la tierra y el bienestar de los animales. Este tipo de certificación es para muchos de los PFNMs fácil de obtener dado que los mismos son recolectados en forma silvestre. Un ejemplo de entidad certificadora para este tipo de estándares es la Organic Crop Improvement Association (OICA).
2. Certificación de Manejo Forestal: procura que los PFNMs provengan de bosques donde se cumpla una extracción sustentable de los recursos naturales. El Forest Stewardship Council (FSC) es para este caso un ejemplo de entidad certificadora.
3. Certificación de Comercio Justo: procura asegurar adecuadas condiciones comerciales y laborales para los productores tales como garantizar un precio mínimo y justo de venta, remuneración laboral justa, y buenas condiciones de trabajo. La entidad encargada de establecer los estándares y otorgar este tipo de certificación es FairTrade Labeling Organizations International (FLO).
4. Certificación de Calidad: busca el cumplimiento de las pautas relacionadas al manejo e higiene de las materias primas durante su recolección, almacenamiento, y transporte, para asegurar un producto eficiente y seguro. Algunos ejemplos de estas pautas son: Good agricultural and collection practices (GACP) y Good manufacturing practices (GMP).

## Clasificación y algunos ejemplos de PFNMs
A continuación se presenta una clasificación de los PFNMs sobre la base de su origen y partes empleadas:
- De origen animal:
  - Carnes: Pescados, Aves, Marsupiales, Insectos, y Mamíferos. Ejemplo: Tayassu tajacu y Tayassu pecari (Pecaríes)
  - Miel
  - Huevos
  - Cueros
  - Ceras. Ejemplo: Cera de Abejas
  - Capullos. Ejemplo:  Bombyx mori (hilo del gusano de seda)

- De origen vegetal:
  - Semillas:
    - de árboles. Ejemplo: Pinus sylvestris (semillas de pino) - Ceratonia siliqua y Prosopis sp. (semillas de Algarroba)
    - de plantas. Ejemplo: Sinapis alba (semillas de Mostaza)

  - Raíces, tubérculos, y bulbos. Ejemplo: Zingiber officinale (jengibre)
  - Hojas. Ejemplo: Ilex paraguariensis (mate) - Laurus nobilis (hojas de Laurel)
  - Nueces: Ejemplo: Bertholletia excelsa (castaña de Para, nuez de Brasil, o nuez amazónica)
  - Exudados:
    - Savia: Aloe barbadensis (aloe vera)
    - Sirope o Jarabe: Acer saccharum (jarabe de arce o jarage de maple)
    - Cera: Euphorbia antisyphilitica Zucc o Euphorbia Cerífera (cera de Candelilla)
    - Látex: Hevea brasiliensis (caucho o rubber en inglés)
    - Resina: Pinus spp. (resina de pino)
    - Goma: Cercidium praecox (Ruiz Perez & Pavon) Harms y Cerdidium Australe Johnst (goma Brea) - Senegalia (Acacia) senegal y Vachellia (Acacia) seyal (goma arábiga o goma Acacia)

  - Fibras: Bromelia hieronymi (fibra de Chaguar o yisca)
  - Frutas: Rubus idaeus (Frambuesas) - Phyllanthus emblica officinalis (Amalaki o Grosella de la India)
  - Flores: Lapaegeria rosea (Copihue)
  - Hongos: Ramaria flava (Changle o Chandi)[24]